# Diplomys labilis
Diplomys labilis là một loài động vật có vú trong họ Echimyidae, bộ Gặm nhấm. Loài này được Bangs mô tả năm 1901.